# Ј. Ханс Д. Јенсен
Јоханес Ханс Денијел Јенсен (Хамбург, 25. јун 1907 — Хајделберг, 11. фебруар 1973) био је немачки нуклеарни физичар, који је 1963. године, заједно са Маријом Геперт-Мајер, добио Нобелову награду за физику „за открића која се односе на структуру нуклеарних љуски”.